# Record de France du lancer du javelot
Pour un article plus général, voir Records de France d'athlétisme.
Le record de France senior du lancer du javelot est détenu :
- chez les hommes : par Teuraiterai Tupaia, avec la marque de 86,11 m, établie le 17 mai 2024 à Fontainebleau lors du Meeting de Seine-et-Marne ;
- chez les femmes : par Mathilde Andraud, créditée de 63,54 m le 21 mai 2016 à Halle (Allemagne).

## Chronologie du record de France

### Hommes
| Performance     | Athlète            | Date              | Lieu             |
| --------------- | ------------------ | ----------------- | ---------------- |
| Premier modèle  |                    |                   |                  |
| 62,08 m         | Roger Frinot       | 18 juin 1939      | Paris            |
| 62,98 m         | Raymond Tissot     | 29 septembre 1946 | Colombes         |
| 63,61 m         | Raymond Tissot     | 3 août 1947       | Colombes         |
| 64,33 m         | Raymond Tissot     | 28 septembre 1947 | Colombes         |
| 64,60 m         | Michel Macquet     | 10 octobre 1954   | Paris            |
| 66,96 m         | Michel Macquet     | 27 mars 1955      | Antony           |
| 67,25 m         | Michel Macquet     | 1er mai 1955      | Rennes           |
| 71,47 m         | Michel Macquet     | 29 mai 1955       | Thonon-les-Bains |
| 71,97 m         | Michel Macquet     | 2 octobre 1955    | Colombes         |
| 72,93 m         | Michel Macquet     | 16 octobre 1955   | Paris            |
| 73,46 m         | Michel Macquet     | 1er mai 1956      | Fourchambault    |
| 74,30 m         | Michel Macquet     | 6 mai 1956        | Le Mans          |
| 79,01 m         | Michel Macquet     | 8 mai 1956        | Melun            |
| 80,60 m         | Michel Macquet     | 30 juin 1957      | Bordeaux         |
| 81,06 m         | Michel Macquet     | 10 août 1958      | Thonon-les-Bains |
| 81,86 m         | Michel Macquet     | 6 août 1959       | Oslo             |
| 83,02 m         | Michel Macquet     | 2 octobre 1960    | Paris            |
| 83,36 m         | Michel Macquet     | 11 mai 1961       | Mantes-la-Jolie  |
| 83,46 m         | Penisio Lutui      | 1er juillet 1979  | Genève           |
| 83,56 m         | Jean-Paul Lakafia  | 13 décembre 1980  | Auckland         |
| 84,74 m         | Jean-Paul Lakafia  | 12 septembre 1983 | Apia             |
| 86,00 m         | Charlus Bertimon   | 24 septembre 1983 | Créteil          |
| 88,20 m         | Charlus Bertimon   | 12 mai 1985       | Monaco           |
| 88,52 m         | Charlus Bertimon   | 22 juin 1985      | Créteil          |
| Deuxième modèle |                    |                   |                  |
| 80,76 m         | Charlus Bertimon   | 7 septembre 1986  | Sarrebourg       |
| 80,76 m         | Stéphane Laporte   | 11 juin 1988      | Dijon            |
| 80,84 m         | Pascal Lefèvre     | 5 juillet 1988    | Lappeenranta     |
| 81,48 m         | Pascal Lefèvre     | 14 août 1988      | Tours            |
| 82,10 m         | Pascal Lefèvre     | 14 août 1988      | Tours            |
| 82,56 m         | Pascal Lefèvre     | 28 août 1989      | Duisbourg        |
| 86,11 m         | Teuraiterai Tupaia | 17 mai 2024       | Fontainebleau    |

### Femmes
| Performance                              | Athlète            | Date              | Lieu                |
| ---------------------------------------- | ------------------ | ----------------- | ------------------- |
| 26,40 m                                  | Simone Warnier     | 10 juillet 1927   | Roubaix             |
| 27,01 m                                  | Simone Warnier     | 1er juillet 1928  | Saint-Maur          |
| 27,38 m                                  | Simone Warnier     | 15 juillet 1928   | Paris               |
| 28,30 m                                  | Simone Warnier     | 16 juin 1929      | Paris               |
| 30,22 m                                  | Simone Warnier     | 30 juin 1929      | Saint-Maur          |
| 32,57 m                                  | Simone Warnier     | 28 juillet 1929   | Paris               |
| 35,78 m                                  | Simone Warnier     | 21 septembre 1930 | Paris               |
| Premier modèle de javelot                |                    |                   |                     |
| 38,04 m                                  | Annette Bouligaud  | 19 juillet 1941   | Colombes            |
| 38,24 m                                  | Annette Bouligaud  | 29 septembre 1941 | Paris               |
| 38,36 m                                  | Évelyne Pinard     | 16 août 1948      | Paris               |
| 40,61 m                                  | Évelyne Pinard     | 23 juillet 1950   | Colombes            |
| 42,38 m                                  | Évelyne Pinard     | 26 juin 1955      | Longwy              |
| 44,39 m                                  | Suzanne Cathiard   | 25 juillet 1959   | Colombes            |
| 45,16 m                                  | Suzanne Cathiard   | 26 juin 1960      | Copenhague          |
| 45,38 m                                  | Suzanne Cathiard   | 10 juin 1961      | Colombes            |
| 46,33 m                                  | Suzanne Cathiard   | 5 août 1961       | Innsbruck           |
| 46,89 m                                  | Michèle Demys      | 3 mai 1964        | Castres             |
| 51,20 m                                  | Michèle Demys      | 7 mai 1964        | Paris               |
| 52,88 m                                  | Michèle Demys      | 6 septembre 1964  | Versailles          |
| 52,92 m                                  | Annie Boclé        | 9 juillet 1976    | Colombes            |
| 53,70 m                                  | Catherine Dupont   | 4 juillet 1981    | Perpignan           |
| 55,08 m                                  | Catherine Dupont   | 18 juillet 1981   | Mulhouse            |
| 55,58 m                                  | Nadine Schoellkopf | 27 mars 1983      | Obernai             |
| 55,84 m                                  | Nadine Schoellkopf | 20 avril 1983     | Rottenburg          |
| 56,66 m                                  | Nadine Schoellkopf | 11 juin 1983      | Lingolsheim         |
| 57,46 m                                  | Nadine Schoellkopf | 9 juillet 1983    | Fontainebleau       |
| 57,74 m                                  | Nadine Schoellkopf | 16 juillet 1983   | Saint-Ouen-l'Aumône |
| 58,48 m                                  | Nadine Schoellkopf | 1er octobre 1983  | Nicosie             |
| 62,46 m                                  | Nadine Schoellkopf | 1er octobre 1983  | Nicosie             |
| 62,96 m                                  | Nadine Auzeil      | 8 mai 1988        | Haguenau            |
| 63,30 m                                  | Nadine Auzeil      | 12 mai 1988       | Brive               |
| 64,46 m                                  | Martine Bègue      | 23 juillet 1993   | Annecy              |
| Modèle actuel (depuis le 1er avril 1999) |                    |                   |                     |
| 61,08 m                                  | Nadine Auzeil      | 19 juin 1999      | Paris               |
| 62,11 m                                  | Nadine Auzeil      | 2 juin 2000       | Tours               |
| 62,16 m                                  | Nadine Auzeil      | 27 juin 2000      | Strasbourg          |
| 62,48 m                                  | Sarah Walter       | 12 juin 2002      | Bordeaux            |
| 62,53 m                                  | Sarah Walter       | 26 juin 2003      | Strasbourg          |
| 63,54 m                                  | Mathilde Andraud   | 21 mai 2016       | Halle               |

## Sources
- DocAthlé2003, Fédération française d'athlétisme, p. 44 et 53
- Chronologies des records de France seniors plein air sur cdm.athle.com